# Les Cahiers du Jazz
Les Cahiers du Jazz ist eine 1959 von Lucien Malson gegründete französische Jazz-Zeitschrift. Malson war zunächst auch Chefredakteur (bis 1971). Sie erschien in unregelmäßigen Abständen, etwa ein- bis dreimal jährlich zunächst bis 1968 (Ausgabe Nr. 16/17), danach in einer zweiten Serie von 1994 bis 1997 (11 Nummern) und in einer dritten Serie ab 2001 mit um die 8 Ausgaben pro Jahr, oft bestimmten Musikern gewidmet (zum Beispiel Nr. 1/2004 Keith Jarrett). Die neue Serie erschien unter Herausgeberschaft von Malson unter Leitung von Frank Tenot und Daniel Filipacchi, später von Laurent Cugny und Malson (2011).
In der Zeitschrift schrieben in den 1960er Jahren bedeutende Jazzkritiker und Jazzautoren wie Joachim Ernst Berendt, Gunther Schuller, Boris Vian, der Diskograph Jørgen Grunnet Jepsen, Max Harrison, André Hodeir, Martin Williams, Frank Ténot, Alain Gerber. Neben Essays und Themen-Debatten gab es auch Plattenbesprechungen und Buchbesprechungen und Berichte von Festivals.
Spätere Autoren waren unter anderem Laurent Cugny, Gérard Conte, André Clergeat, Alain Tercinet und Philippe Baudoin.
Die neue Serie erscheint im Verlag Outre Mesure.